# Премія «Люм'єр» за найкращий дебютний фільм
Премія «Люм'єр» за найкращий дебютний фільм — Приз Гайке Герст (фр. Prix Heike Hurst du meilleur premier film) одна з премій, яку присуджує французька Академія «Люм'єр» (фр. Académie des Lumières) з 2014.

## Переможці та номінанти
Нижче наведено список лауреатів та номінантів премії. Імена переможців виділені окремим кольором.

### 2010-ті
| Рік        | Назва українською             | Оригінальна назва                   | Режисер (и)                                 |
| ---------- | ----------------------------- | ----------------------------------- | ------------------------------------------- |
| 2014 19-та | Я, знову я та мама            | Les Garçons et Guillaume, à table ! | Гійом Гальєнн                               |
| 2014 19-та | Як лев                        | Comme un lion                       | Самюель Колларде                            |
| 2014 19-та | Одинак                        | En solitaire                        | Крістоф Оффенштейн                          |
| 2014 19-та | Наосліп                       | La Tête la première                 | Амелі ван Елмбт                             |
| 2014 19-та | Ми підемо жити в іншому місці | Nous irons vivre ailleurs           | Ніколя Карольжик                            |
| 2014 19-та | За кров                       | Au-delà du sang                     | Гільмон Туверон                             |
| 2015 20-та | Винищувачі                    | Les Combattants                     | Тома Кайє                                   |
| 2015 20-та | Тусовщиця                     | Party Girl                          | Марі Амашукелі, Клер Бергер та Семюель Тейс |
| 2015 20-та | Вона його обожнює             | Elle l'adore                        | Жанна Еррі                                  |
| 2015 20-та |                               | Chante ton bac d'abord              | Девід Андре                                 |
| 2015 20-та | Аллах благословить Францію!   | Qu'Allah bénisse la France          | Абд аль Малік                               |
| 2015 20-та | Клуб Смуток                   | Tristesse Club                      | Вінсент Мерієтт                             |
| 2016 21-ша | Мустанг                       | Mustang                             | Деніз Ґамзе Ерґювен                         |
| 2016 21-ша | Друзі                         | Les Deux Amis                       | Луї Гаррель                                 |
| 2016 21-ша | Ні на небесах, ні на землі    | Ni le ciel ni la terre              | Климент Кожітор                             |
| 2016 21-ша | Тигреня                       | Bébé tigre                          | Сипрієн Віаль                               |
| 2016 21-ша | У Венсана немає луски         | Vincent n'a pas d'écailles          | Тома Сальвадор                              |
| 2016 21-ша | Чисте життя                   | La Vie pure                         | Жеремі Банстер                              |
| 2017 22-га | Божественні                   | Divines                             | Уда Беньяміна                               |
| 2017 22-га | Апное                         | Apnée                               | Жан-Крістоф Мерісс                          |
| 2017 22-га | Горло серце живіт             | Gorge cœur ventre                   | Мауд Альпі                                  |
| 2017 22-га | Найманець                     | Mercenaire                          | Саша Вольф                                  |
| 2017 22-га | Танцівниця                    | La Danseuse                         | Стефані ді Джусту                           |
| 2017 22-га | Чорний алмаз                  | Diamant noir                        | Артур Арарі                                 |
| 2018 23-тя | Коли повернуться птахи        | En attendant les hirondelles        | Карім Мусаві                                |
| 2018 23-тя | Блаженні                      | Les Bienheureux                     | Софія Джама                                 |
| 2018 23-тя | Дрібний фермер                | Petit Paysan                        | Юбер Шаруель                                |
| 2018 23-тя | Молода жінка                  | Jeune Femme                         | Леонор Серрай                               |
| 2018 23-тя | Пацієнти                      | Patients                            | Гран Кор Маляд та Мехді Ідір                |
| 2018 23-тя | Сире                          | Grave                               | Джулія Дюкорно                              |
| 2019 24-та | Опіка                         | Jusqu'à la garde                    | Ксав'є Легран                               |
| 2019 24-та | Дикий                         | Sauvage                             | Каміль Відаль-Наке                          |
| 2019 24-та | Дикі хлопчаки                 | Les Garçons sauvages                | Бертран Мандіко                             |
| 2019 24-та | Лоскоти                       | Les Chatouilles                     | Андреа Бескон, Ерік Метає                   |
| 2019 24-та | Шахерезада                    | 'Shéhérazade                        | Жан-Бернар Марлін                           |